# Скрипченко, Эльмира Фёдоровна
Эльмира Фёдоровна Скрипченко (фр. Almira Skripchenko; род. 17 февраля 1976, Кишинёв, Молдавская ССР) — французская, ранее молдавская, шахматистка, чемпионка Европы (2001),  многократная чемпионка Молдавии и Франции, международный мастер (1998), гроссмейстер среди женщин (1995).

## Спортивная карьера
Эльмира Скрипченко родилась в Кишинёве в семье шахматистов — арбитра Фёдора Фёдоровича Скрипченко и восьмикратной чемпионки и заслуженного тренера Молдавии Наиры Дилановны Агабабян. Начала учиться играть в шахматы в раннем детстве под руководством матери. В 1992 году она стала чемпионкой мира среди девушек до 16 лет. С этого же года член сборной Молдавии по шахматам. С 1996 года живёт в Париже. В 2000 году Эльмира Скрипченко дошла до четвертьфинала чемпионата мира. В 2001 году она повторила этот успех, выиграла индивидуальный чемпионат Европы и стала серебряным призёром командного чемпионата Европы в составе сборной Молдавии. С 2002 года Эльмира Скрипченко выступает за Францию. В 2004 году стала победительницей турниров в Биле и Краснотурьинске.

## Личная жизнь
В 1997 году Эльмира Скрипченко вышла замуж за известного французского гроссмейстера Жоэля Лотье, но в 2002 году развелась с ним. В 1997—2002 годах она носила двойную фамилию Скрипченко-Лотье. В 2006 году вышла замуж за другого французского шахматиста Лорана Фрессине. В 2007 году них родилась дочь.

## Сёги
Кроме западных шахмат Скрипченко, как и Лотье, играет в сёги. В 1999 году была представительницей Молдавии в 1-м Международном форуме сёги.
В 2011 году, в рамках 5-го Международного форума сёги, Скрипченко победила на форе в 2 фигуры 18-го пожизненного мэйдзина Тосиюки Мориути, дававшего сеанс одновременной игры.

## Изменения рейтинга
| Графики недоступны из-за технических проблем. См. информацию на Фабрикаторе и на mediawiki.org. |

## Награды
- Медаль «За гражданские заслуги» (8 февраля 2001 года) — за долголетнюю плодотворную деятельность в области физической культуры и спорта, заслуги в развитии национального олимпийского движения и значительный вклад в подготовку спортсменов высокого класса[6]

## Примечание
1. ↑  Во многих англоязычных и некоторых русскоязычных СМИ её имя ошибочно пишется как Альмира
2. ↑  Эльмира Скрипченко стала чемпионкой Европы, Бологан - седьмой. Sports.md (18 октября 2012). Дата обращения: 24 декабря 2013. Архивировано 24 декабря 2013 года.
3. ↑  The 1st International Shogi Forum (англ.). Тeu.ac.jp. Дата обращения: 24 декабря 2013. Архивировано 13 декабря 2013 года.
4. ↑  5-й Международный фестиваль сёги. Shogi.by (8 ноября 2011). Дата обращения: 24 декабря 2013. Архивировано 15 января 2013 года.
5. ↑  Рейтинг Эло из списков ФИДЕ. Источники: fide.com, benoni.de, olimpbase.org
6. ↑  Указ Президента Республики Молдова от 8 февраля 2001 года № 1884 «О награждении государственными наградами». Дата обращения: 16 июня 2024. Архивировано 16 июня 2024 года.